# Pionus
Pionus – rodzaj ptaków z podrodziny papug neotropikalnych (Arinae) w obrębie rodziny papugowatych (Psittacidae).

## Zasięg występowania
Rodzaj obejmuje gatunki występujące w Ameryce.

## Morfologia
Długość ciała 24–30 cm; masa ciała 179–295 g.

## Systematyka

### Etymologia
Pionus (Pionias): gr. πιων piōn, πιονος pionos „gruby, otyły”.

### Podział systematyczny
Do rodzaju należą następujące gatunki:
- Pionus tumultuosus (von Tschudi, 1844) – piona śliwogłowa
- Pionus sordidus (Linnaeus, 1758) – piona koralodzioba
- Pionus maximiliani (Kuhl, 1820) – piona łuskowana
- Pionus fuscus (Statius Müller, 1776) – piona brunatna
- Pionus menstruus (Linnaeus, 1766) – piona niebieskogłowa
- Pionus senilis (von Spix, 1824) – piona białoczelna
- Pionus chalcopterus (Fraser, 1841) – piona brązowoskrzydła